# 스테파노 디오니시
스테파노 디오니시(이탈리아어: Stefano Dionisi, 1966년 10월 1일 ~ )는 이탈리아의 배우이다.

## 영화 작품
- 《저항》(1993년) - 프란치노
- 《파리넬리》(1994년) 개봉: 1995년 4월 8일 - 파리넬리
- 《더 바이블 - 요셉》(1995년) - 파라오
- 《밤볼라》(1996년) - 플라비오
- 《섹슈얼 이노센스》(1999년) - 루카
- 《글루미 선데이》(1999년) 개봉 : 2003년 5월 30일- 안드라스 아라디
- 《파리에서의 마지막 키스》(1999년) - 피에트로 파겔로
- 《슬립리스》(2001년) - 지아코모
- 《안토니오 비발디- 베니스의 왕자》(2006년) 개봉 : 2009년 1월 8일 - 안토니오 비발디